# Khách sạn Jumeirah Emirates Towers
25°13′2″B 55°16′59″Đ / 25,21722°B 55,28306°Đ
Khách sạn Jumeirah Emirates Towers hay tòa nhà Emirates Tower Two là một nhà chọc trời 56 tầng được dùng làm khách sạn 5 sao ở Dubai, Các Tiểu vương quốc Ả Rập Thống nhất. Tòa nhà này được nối với một nhà chọc trời 54 tầng khác là Emirates Office Tower để tạo thành khu tổ hợp Emirates Towers. Với chiều cao 309 m, tòa nhà này hiện xếp thứ 32 trong danh sách các tòa nhà cao nhất thế giới và xếp thứ 3 trong danh sách các tòa nhà được dùng hoàn toàn làm khách sạn cao nhất thế giới.